# Docirava uvaria
Docirava uvaria är en fjärilsart som beskrevs av Walker 1863. Docirava uvaria ingår i släktet Docirava och familjen mätare. Inga underarter finns listade i Catalogue of Life.